# Wahifink
Wahifink (Chloridops wahi) är en förhistorisk utdöd fågel i familjen finkar inom ordningen tättingar som tidigare var endemisk för Hawaiiöarna. 

## Tidigare förekomst och utdöende
Wahifinken förekom på öarna Kauai, Oahu och Maui, troligen även på Hawaii, Molokai och Lanai. Arten var redan utdöd när européerna kom till ögruppen. Enbart känd från fossila lämningar finns egentligen ingen kunskap om dess beteende eller varför den dog ut. Benlämningar har återfunnits i stora delar av öarna men förekom mer koncentrerat i grottor. 

## Kännetecken
Fågeln var hela 23 cm lång, men två cm mindre än den nära besläktade kingkongfinken (C. regiskongi). Även jämfört med konafinken var den mindre, med mindre och kortare näbb. Grundat på näbbens tjocklek tror man att den levde av frön som är lättare att knäcka än de från Myoporum sandwicense som konafinken gjorde, möjligen Zanthoxylon.-

## Familjetillhörighet
Arten tillhör en grupp med fåglar som kallas hawaiifinkar. Länge behandlades de som en egen familj. Genetiska studier visar dock att de trots ibland mycket avvikande utseende är en del av familjen finkar, närmast släkt med rosenfinkarna. Arternas ibland avvikande morfologi är en anpassning till olika ekologiska nischer i Hawaiiöarna, där andra småfåglar i stort sett saknas helt.

## Namn
Wahi är hawaiianska för "att klyva" eller "att bryta isär", syftande på artens massiva näbb.